# Kanem (departement)
Kanem er et af de to departementer, som udgør regionen Kanem i Tchad.
14°07′10″N 15°18′48″Ø / 14.1194°N 15.3133°Ø